# Eduardo Ortiz Hernández
Eduardo Ortiz Hernández (Culiacán, Sinaloa, 26 de noviembre de 1963) es un político mexicano del Partido Acción Nacional, fue secretario de Desarrollo Económico de Sinaloa y diputado federal a la LX Legislatura del Congreso de México.

## Estudios
Es licenciado en Derecho por la Universidad Autónoma de Guadalajara, con especialidad en Derecho Corporativo por la Universidad Panamericana y estudios de Alta Dirección de Empresas por el Instituto Panamericano de Dirección de Empresas IPADE.

## Trayectoria Profesional

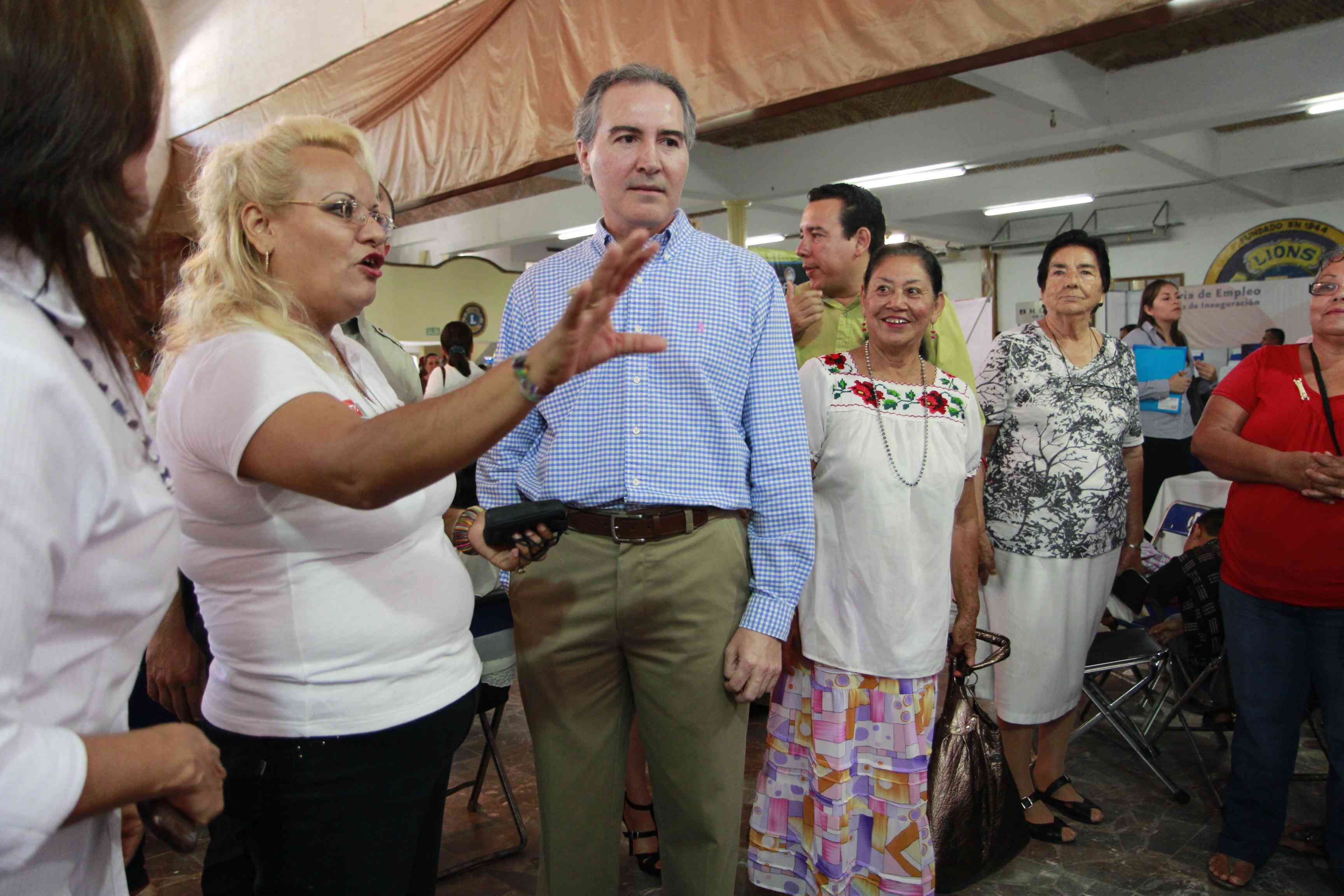
Supervisa Eduardo Ortiz desarrollo económico en el estado.

Fue presidente de la Cámara Nacional de Comercio de Culiacán, Sinaloa de 2001 a 2003, así como presidente (2004) de la Federación de Cámaras Nacionales de Comercio Servitur del Estado de Sinaloa y coordinador del Instituto de Planeación del Ayuntamiento de Culiacán.
Diputado local por el distrito 24 a la LVIII Legislatura del Congreso de Sinaloa en 2004.

## Gobierno del estado de Sinaloa
Diputado federal por el V Distrito Electoral Federal de Sinaloa a la LX Legislatura de 2006 a 2009.
En las elecciones locales de 2010, el empresario fue candidato por el PAN bajo la coalición Cambiemos Sinaloa a la Presidencia Municipal de Culiacán, pero no resultó elegido, obtuvo menos votos que Hector Melesio Cuen Ojeda (candidato de la Alianza Para Ayudar a la Gente).

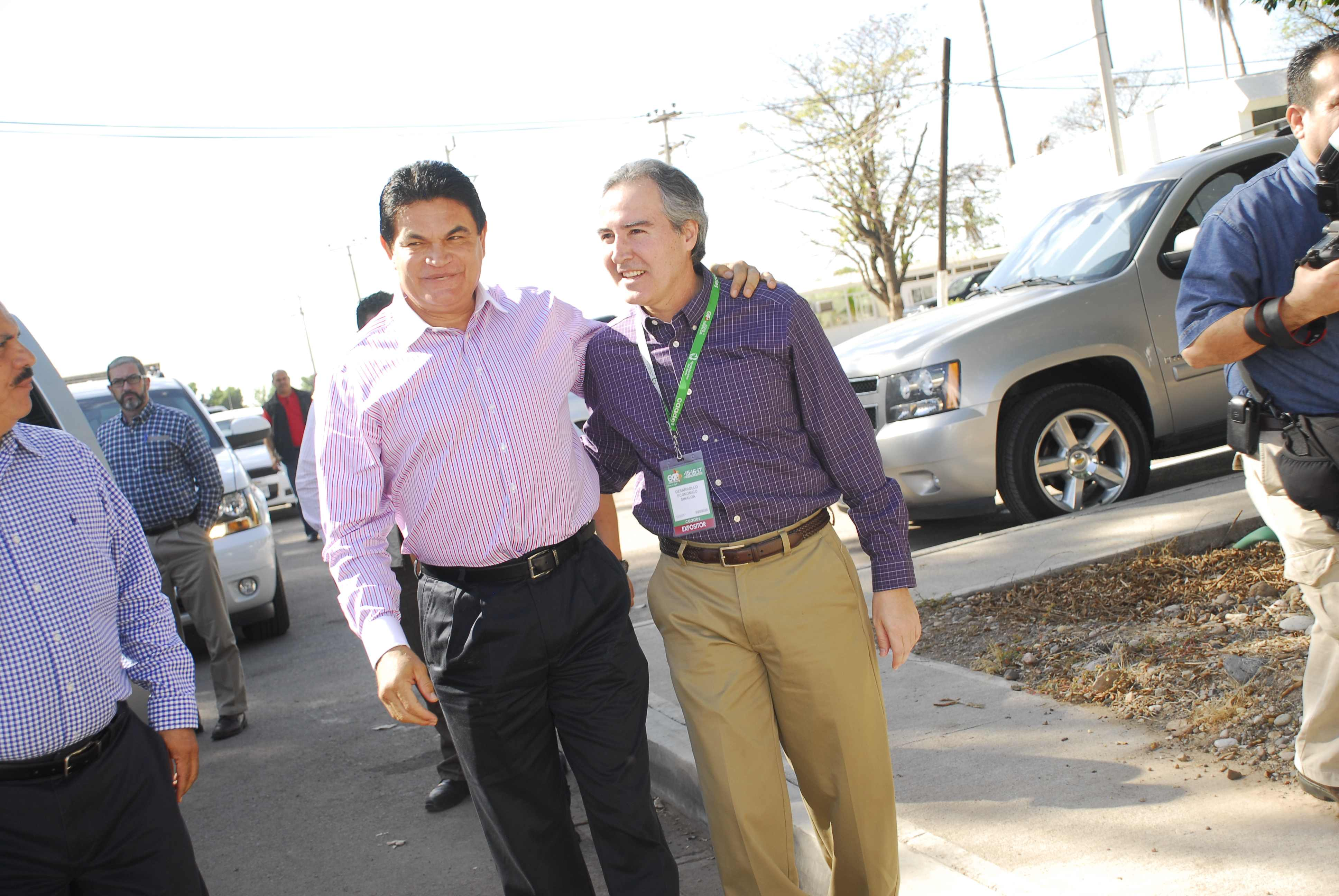
El gobernador de Sinaloa y el Secretario de Desarrollo Económico de Sinaloa.

Posterior al triunfo como gobernador de Sinaloa, Mario López Valdez designa a Eduardo Ortiz como Secretario de Desarrollo Económico del Gobierno del Estado de Sinaloa y el 31 de diciembre de 2010 toma protesta como miembro del gabinete que el 1 de enero de 2011 entra en funciones.
Como parte de los alcances de la Secretaría de Desarrollo Económico de Sinaloa, en 2012 recibe por parte de la Secretaria del Trabajo Federal el Primer Lugar en desempeño, por su participación en la generación de empleo. Asimismo, Ortiz Hernández recibió el nombramiento como Presidente de la Comisión de atracción de inversiones, de la asociación de secretarios de desarrollo económico de México.

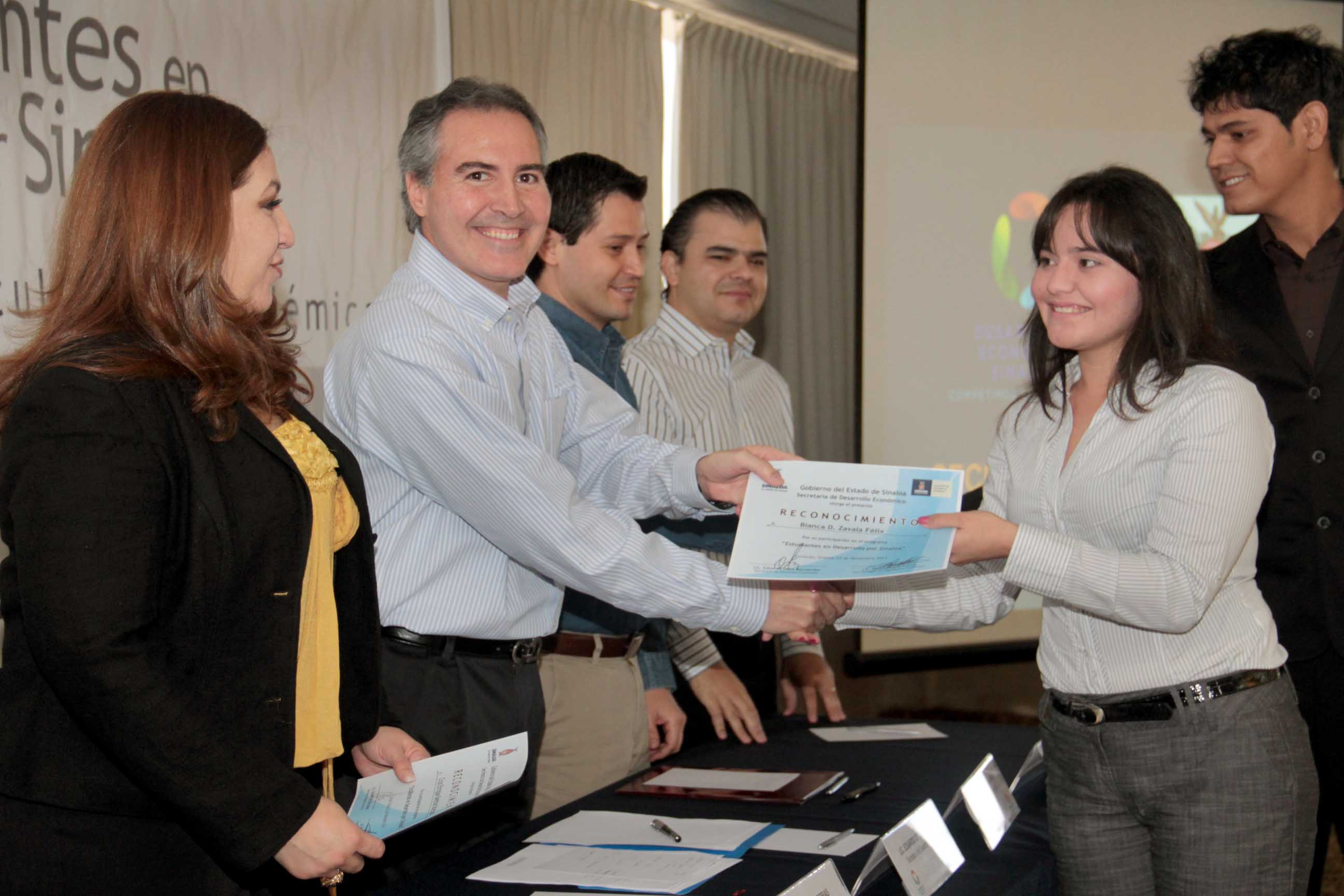
La Secretaría de Desarrollo Económico de Sinaloa reconoce a emprendedores de la entidad.

Durante el año de 2012, Sinaloa logra atraer el mayor monto en Inversión Extranjera Directa con un total de 114.6 millones de dólares, cifra que superó lo alcanzado en fechas anteriores. Teniendo como su mayor fuente Estados Unidos, con un total de 65.3 millones de dólares, seguido por Canadá y Taiwán, entre otros.

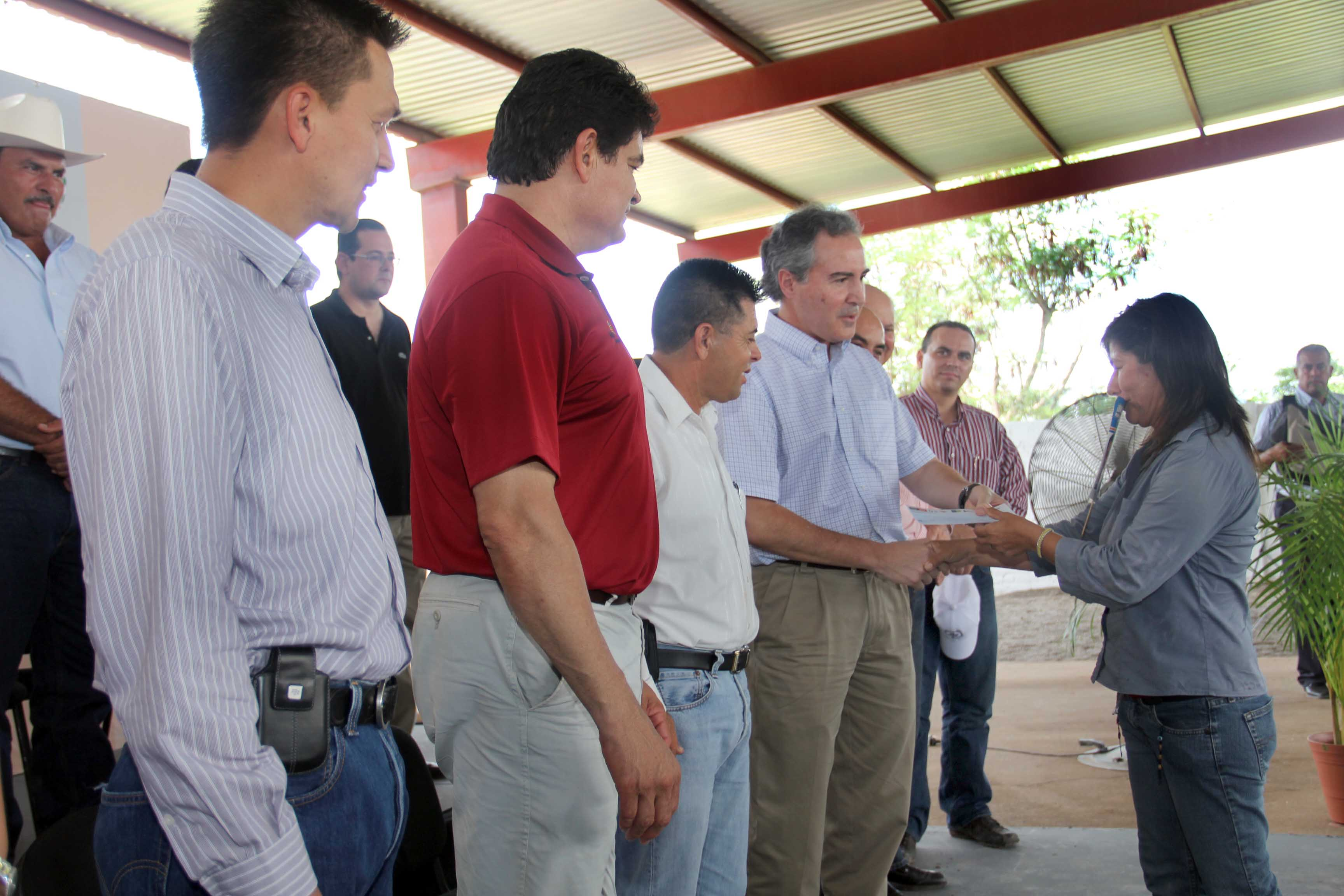
Presentes en evento Malova y Eduardo Ortiz.